# Temporada 1987 del Campeonato de España de Rally de Tierra
La temporada 1987 fue la 5.º edición del Campeonato de España de Rally de Tierra. Comenzó el 4 de abril en el Rally RACE Balaguer y terminó el 28 de noviembre en el Rally RACE Madrid.

## Calendario
| N.º | Fecha           | Prueba                   | Notas |
| --- | --------------- | ------------------------ | ----- |
| 1   | 4 de abril      | Rally RACE Balaguer      |       |
| 2   | 30 de mayo      | 2.º Rally RACE Cantabria |       |
| 3   | 20 de junio     | Rally RACE Lugo          |       |
| 4   | 4 de julio      | Rally RACE Granada       |       |
| 5   | 3 de octubre    | Rally RACE Soria         |       |
| 6   | 30 de octubre   | Rally RACE Gironella     |       |
| 7   | 21 de noviembre | Rally RACE Ávila         |       |
| 8   | 28 de noviembre | Rally RACE Madrid        |       |

## Equipos

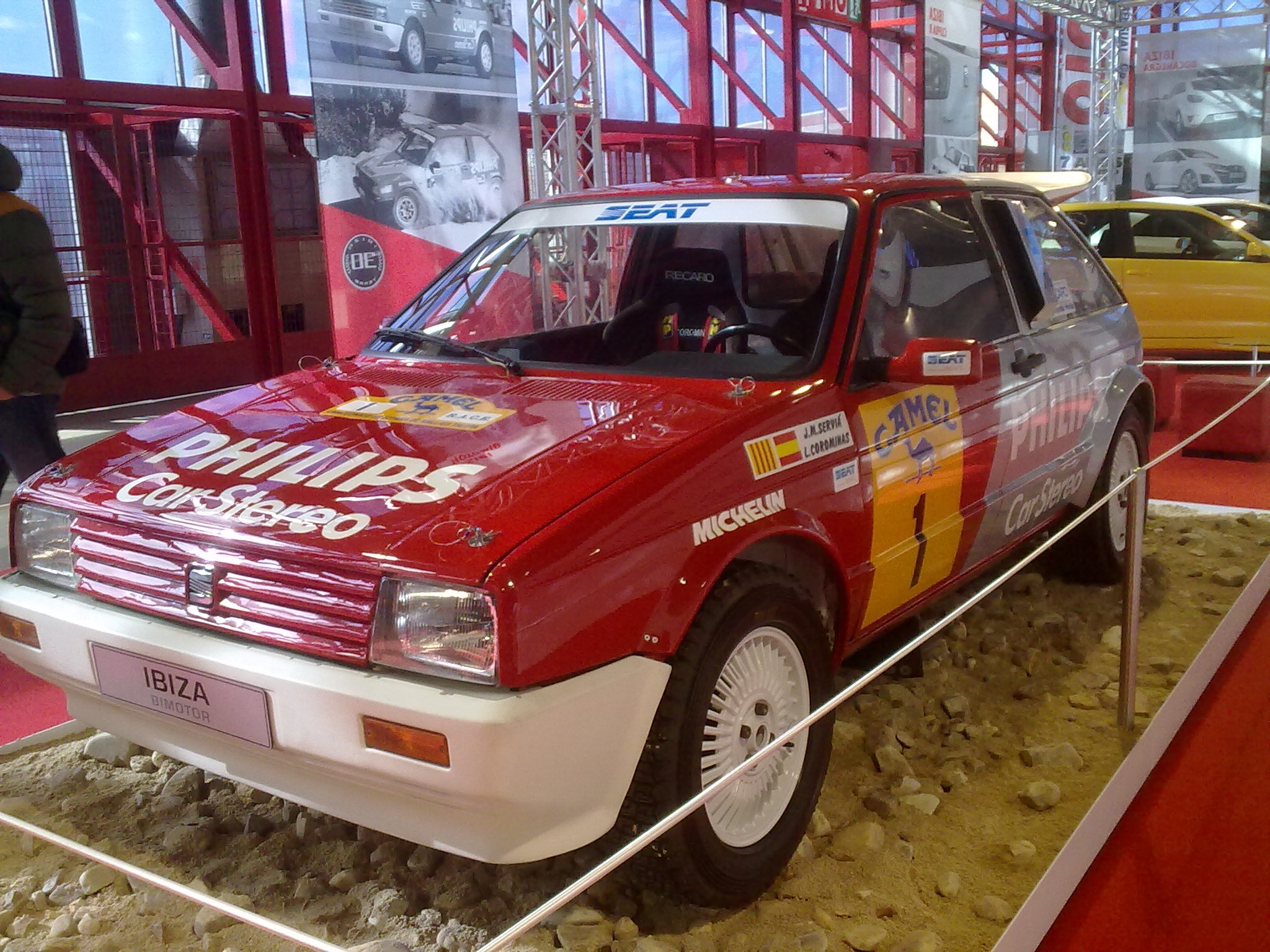
SEAT repitió programa en 1987 disponiendo dos SEAT Ibiza Bimotor, uno para Servià y otro para Antonio Rius.

| Equipo              | Vehículo           | Piloto              | Copiloto          | Rondas            |
| Equipos oficiales   | Equipos oficiales  | Equipos oficiales   | Equipos oficiales | Equipos oficiales |
| ------------------- | ------------------ | ------------------- | ----------------- | ----------------- |
| SEAT Sport          | SEAT Ibiza Bimotor | Josep María Servià  | Lluis Corominas   | 1-8               |
| SEAT Sport          | SEAT Ibiza Bimotor | Antonio Rius        | Antonio Rodríguez | 1                 |
| SEAT Sport          | SEAT Ibiza Bimotor | Antonio Rius        | Manuel Casanova   | 4                 |
| FASA Renault        | Renault 11 Turbo   | Guillermo Barreras  | Ramón Mínguez     | 8                 |
| Equipos privados    |                    |                     |                   |                   |
|                     | Lancia Delta S4    | Juan Carlos Oñoro   | José López Orozco | 2, 4              |
| Manuel Ortiz Tallo  | Lancia Delta S4    | Juan Carlos Oñoro   | 3, 5-6            |                   |
|                     | Citroën Visa 4x4   | Antonio Zanini      | Josep Autet       | 1-8               |
| Klippan Competición | Audi Quattro       | Ignacio Sunsundegui | Francesc Bofill   | 1-8               |

## Clasificación

### Campeonato de pilotos
| Pos. | Piloto                 | 1   | 2  | 3   | 4   | 5   | 6   | 7   | 8  | Puntos |
| ---- | ---------------------- | --- | -- | --- | --- | --- | --- | --- | -- | ------ |
| 1.   | Juan Carlos Oñoro      | Ret | 2  | 1   | 1   | 1   | 1   | Ret |    | 153    |
| 2.   | Josep María Servià     | 4   | 3  | 3   | 2   | Ret | Ret | 1   | 2  | 138    |
| 3.   | Antonio Zanini         | 1   | 1  | 2   | Ret | 3   | Ret | Ret | 3  | 129    |
| 4.   | Antonio Rius           | Ret | ?  | 5   | 3   | 2   | Ret | 2   | 4  | 98     |
| 5.   | Ignacio Sunsundegui    | Ret | 6  | Ret | 4   | 4   | 3   | 3   | 5  | 90     |
| 6.   | Joan Arnella           | 5   | 11 | Ret |     | 8   | 7   | Ret | 9  | 89     |
| 7.   | Claudio Aldecoa        |     | 10 |     | 8   | 10  | 8   | 8   | 11 | 87     |
| 8.   | Alfonso Maseras «Sito» |     |    |     |     | 12  | 37  | 9   | 16 | 74     |
| 9.   | Ricardo Muñoz          | Ret | 4  | 6   | 6   | 6   | 2   | 5   |    | 71     |
| 10.  | José Alonso Vidal      |     |    |     | 10  |     | 6   |     | 14 | 61     |

### Campeonato de copilotos
| Pos. | Copiloto           | Puntos |
| ---- | ------------------ | ------ |
| 1.   | Manuel Ortiz Tallo |        |
| 2.   | Lluis Corominas    |        |
| 3.   | Josep Autet        |        |
| 4.   | Antonio Rodríguez  |        |
| 5.   | Francesc Bofill    |        |

### Agrupación I - Clase 7
| Pos. | Piloto            | Puntos |
| ---- | ----------------- | ------ |
| 1.   | Carlos Roca Rozas |        |

### Agrupación I - Clase 8
| Pos. | Piloto          | Puntos |
| ---- | --------------- | ------ |
| 1.   | Alfonso Maseras |        |

### Agrupación II
| Pos. | Piloto          | Puntos |
| ---- | --------------- | ------ |
| 1.   | Claudio Aldecoa |        |

### Agrupación III
| Pos. | Piloto            | Puntos |
| ---- | ----------------- | ------ |
| 1.   | Juan Carlos Oñoro |        |

### Agrupación IV
| Pos. | Piloto       | Puntos |
| ---- | ------------ | ------ |
| 1.   | Juan Arnella |        |